# سارا میلینگ
سارا میلینگ (انگلیسی: Sarah Mayling؛ زادهٔ ۲۰ مارس ۱۹۹۷) بازیکن فوتبال اهل انگلستان است که در حال حاضر در استون ویلا در پست مدافع بازی می‌کند.
وی همچنین در تیم‌های ملی فوتبال زیر ۱۷ سال زنان انگلستان, زیر ۱۹ سال زنان انگلستان، و زیر ۲۳ سال زنان انگلستان بازی کرده است.